# Synsepalum chimanimani
Synsepalum chimanimani, vrsta novootkrivenog malenog drveta iz porodice zapotovki koje raste endemski podno planina Chimanimani u Mozambiku i Zimbabveu.
Drvo naraste do četiri metra visine. Ima zimzelene sjajnozelene listove. Grančice prilikom zarezivanja stvaraju bijeli gumasti lateks.